# Leoszki (obwód brzeski)
Leoszki (biał. Леашкі; ros. Леошки) – wieś na Białorusi, w obwodzie brzeskim, w rejonie bereskim, w sielsowiecie Bereza.
W XIX w. wieś i majątek ziemski. W dwudziestoleciu międzywojennym wieś i chutor leżące w Polsce, w województwie poleskim, w powiecie prużańskim. Znajdowała się tu wówczas kopalnia glinki kredowej.